# Tiobly
Tiobly ou Tiobli est une localité de l'ouest de la Côte d'Ivoire et appartenant au département de Toulépleu, région du Cavally. La localité de Tiobly est un chef-lieu de commune.
La ville, créée dans les années 1882, est un chef-lieu de sous-préfecture de dix villages.
En 2008, le recensement indique 5 940 habitants dont 2 778 hommes et 3 162 femmes.

## Géographie et climat
Tiobli est située en partie sur une colline de 200 m d'altitude, et qui s’est étendue dans les années 1990 sur un vaste plateau au Nord.
Le climat est généralement humide et sec par moments.

## Économie
Tiobli dispose des terres fertiles en exploitation de matières premières telles que le café et le cacao. La riziculture saisonnière est la principale activité pratiquée par les Guéré, puisque le riz est l’aliment de base.

## Administration
La sous-préfecture créée en 1997 par le décret du 15 janvier 1997 et ouverte par le décret du 2 juillet 2005 dans le département de Toulepleu. La sous-préfecture est composée de deux communes qui sont Tiobli et Pékanhouebli.
| Année d'exercice | Identité            | Grade             | statut    |
| ---------------- | ------------------- | ----------------- | --------- |
| 2005             | Monney Raymond Amon | colonel de police | Militaire |

### Démographie
Un recensement de la population du pays a eu lieu en 2008.
| 1920                                                             | 1946 | 1970 | Recensement 1978 | Recensement 1998 | Estimation 2007 |
| ---------------------------------------------------------------- | ---- | ---- | ---------------- | ---------------- | --------------- |
|                                                                  |      |      |                  | 5940             |                 |
| Nombre retenu à partir de 1920 : Population sans doubles comptes |      |      |                  |                  |                 |

### Éducation et équipements
La ville dispose d'une école primaire de six classes, d'un hôpital avec un bloc opératoire (Centre de santé Saint-Innocent). La nouvelle sous-préfecture de Tiobli dispose d'un château d'eau bientôt opérationnel. Un hôtel de luxe est en construction et la ville possède quatre clubs de danse.